# 锦屏镇 (景东县)
锦屏镇，是中华人民共和国云南省普洱市景东彝族自治县下辖的一个乡镇级行政单位。

## 行政区划
锦屏镇下辖以下地区：
御笔社区、龙泉社区、玉屏社区、景川路村、菜户河村、山冲村、北屯村、磨腊村、龙树村、利月村、前所村、斗阁村、董报村、新民村、景范村、黄草岭村、灰窑村和温卜村。

## 中国传统村落
2013年8月，黄草岭被评为第二批中国传统村落。